# June Foulds
June Foulds, férjezett neve June Florence Paul (London, 1934. június 13. – 2020. november 6.) olimpiai ezüst- és bronzérmes, Európa-bajnok brit atléta, futó.

## Pályafutása
Az 1950-es brüsszeli Európa-bajnokságon a 4 × 100 m váltó tagjaként arany-, 100 m sikfutásban bronzérmet szerzett. Két olimpián vett részt. Az 1952-es helsinki olimpián a 4 × 100 m váltóval bronzérmes lett. Indult 100 m síkfutásban is, de nem jutott be a döntőbe. Az 1956-os melbourne-i olimpián három versenyszámban állt rajthoz. 100 m síkfutásban ismét nem került a döntőbe, 200 méteren viszont az ötödik helyen végzett. A 4 × 100 m váltó tagjaként ezüstérmet szerzett. 1958-ben vonult vissza Achilles-ín sérülés miatt.
Egyéni csúcsai: 100 – 11,6 (1956); 200 – 23,7 (1956).

## Magánélete
Első férje Raymond Paul (1928–2013) vívó, a második Ronnie Carroll (1934–2015) északír énekes, a harmadik Eric Reynolds a Camden Lock piac alapítója volt. Első házasságából született fia Steven Paul (1954–2019) olimpikon vívó volt.

## Sikerei, díjai
- Olimpiai játékok – 4 × 100 m váltó
  - ezüstérmes: 1956, Melbourne
  - bronzérmes: 1952, Helsinki
- Európa-bajnokság
  - aranyérmes: 1950, Brüsszel (4 × 100 m váltó)
  - bronzérmes: 1950, Brüsszel (100 m)